# حوضه آبی ماری-دارلینگ

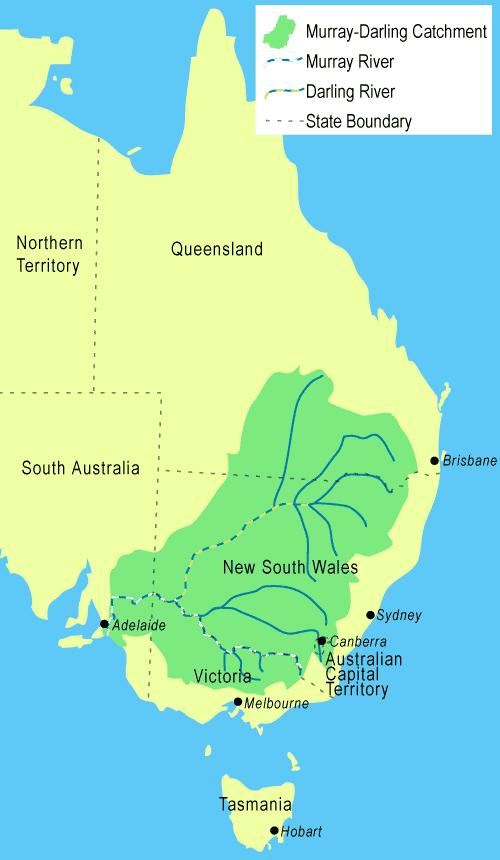
نقشه حوضه آبی ماری-دارلینگ

حوضه آبی مارِی-دارلینگ در جنوب خاوری استرالیا می‌باشد و ایالت‌های کوئینزلند، نیوساوت ولز، ویکتوریا و استرالیای جنوبی و نیز قلمرو پایتختی استرالیا آن را در بر گرفته‌اند. درازای آن ۳۳۷۵ کم می‌باشد. یک هفتم از خاک استرالیا را پوشش می‌دهد و بارزترین منطقه کشاورزی استرالیا شناخته می‌شود. نام این حوضه آبی از رود ماری و رود دارلینگ گرفته شده‌است.
بارندگی سالانه در این حوضه بسیار کم است و مقدار آب حوضه تنها با استانداردهای استرالیا زیاد به نظر می‌رسد. جمعیت به نسبت زیادی از قوهای سیاه استرالیا در این ناحیه زندگی می‌کنند.

## پوشش جانوری
- ۸۰ گونه از پستانداران، ۲۰ گونه منقرض و ۱۶ گونه در معرض خطر را نیز در بر می‌گیرد.
- ۵۴ گونه قورباغه‌ها، بدون گونه در معرض خطر.
- ۴۶ گونه مارها، بدون گونه در معرض خطر.
- ۵ گونه لاک‌پشت، بدون گونه در معرض خطر.
- ۳۴ گونه ماهی که بیش از نصف آنها یا در معرض تحدید هستند یا حفاظت شده می‌باشند.[۲]

### گونه‌های انتقالی

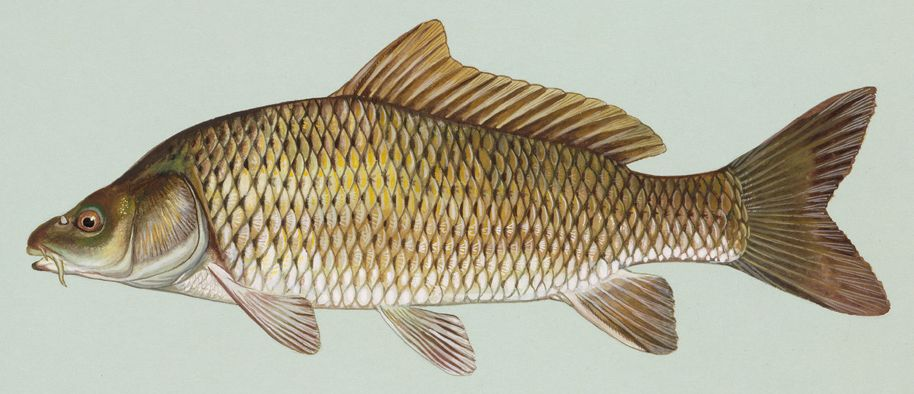
کپور ماهی، از گونه‌های انتقالی است که اکنون مشکل ساز این حوضه است.

در سال ۱۸۵۱، چهار رقم از کپورماهیان در پرورش ماهی منطقه به کار گرفته شدند اما راه خود به رودها را باز یافتند و به سرعت گسترش یافتند. این گونه از ماهیان بسیار فعال هستند و به آسانی از طغیان‌ها می‌گذرند و پرندگان نیز می‌توانند تخم این ماهیان را انتقال دهند.